# Підкова ІІІ
Підкова III – шляхетський гер, різновид герба Підкова.

## Опис герба
Опис з використанням класичних правил блазонування:
У срібному полі підкова кінцями до низу; над нею золота зірка; між кінцями підкови срібний меч з золотим руків'ям. Клейнод: п'ять страусиних пір'їн, що пронизані срібним мечем із золотим руків'ям лезом вправо. Немет кольору невідомого.

## Найбільш ранні згадки
Присвоєно в 1790 Янові Мокієнові, товаришеві з національної кавалерії Великого Князівства Литовського, що підтверджується 4 січня 1792 року . Цей же герб отримав у 1790 року Павло Ґрочальський.

## Роди
Два роди:
- Ґрочальські (Grochalski),
- Мокієни (Mokien, Mokin).